# Peter Crhak
Peter Crhak (* 18. Juli 1964 in München) ist ein ehemaliger deutscher Fußballspieler.

## Karriere

### Vereine
Aus der Jugendabteilung des FC Bayern München hervorgegangen, rückte Crhak 1982 in die zweite Mannschaft auf und absolvierte vier Spielzeiten in der seinerzeit drittklassigen Amateur-Oberliga Bayern. Als Saisonzweiter – zum Abschluss seiner Premierensaison im Seniorenbereich – qualifizierte er sich mit der Mannschaft für die Endrunde um die Deutsche Amateurmeisterschaft 1983. Nachdem sich die Mannschaft in der 1. Runde gegen Hertha Zehlendorf und im Halbfinale gegen den Offenburger FV nach Hin- und Rückspiel durchgesetzt hatte, erreichte er mit der Mannschaft das Finale, das allerdings am 17. Juni im Waldstadion Homburg mit 0:2 nach Verlängerung gegen den FC Homburg verloren wurde. Mit der Amateurmannschaft qualifizierte er sich auch für den DFB-Pokal-Wettbewerb 1982/83. In der 1. Hauptrunde, beim 5:3-Sieg n. V. gegen die Amateurmannschaft von Werder Bremen, und in der 2. Hauptrunde, bei der 0:1-Niederlage gegen den TSV 1860 München, kam er zum Einsatz.
Zur Saison 1986/87 wechselte er zum Zweitligisten 1. FC Saarbrücken, für den er in zwei Spielzeiten zehn Punktspiele bestritt. Mit Einwechslung für Franco Foda in der 65. Minute debütierte er am 2. August 1986 (2. Spieltag) bei der 0:2-Niederlage im Heimspiel gegen den FSV Salmrohr. International wurde er am 21. Juni 1986 bei der 1:3-Niederlage gegen den FC Carl Zeiss Jena im Rahmen des Intertoto Cups eingesetzt. In der Folgesaison kam er einzig am 25. Juli 1987 (2. Spieltag) bei der 0:7-Niederlage im Auswärtsspiel gegen die Stuttgarter Kickers zum Einsatz.

### Nationalmannschaft
Crhak bestritt 1980 als B-Jugendlicher vier Länderspiele für die DFB-Jugendauswahl. Mit ihr nahm er am 3. Portugal-Turnier teil und kam am 16. Februar in Faro, bei der 0:2-Niederlage gegen die Jugendauswahl Portugals, zu seinem Debüt im Nationaltrikot. Einen Tag später verlor er mit der Mannschaft an gleicher Stätte der Jugendauswahl Spaniens mit 0:2. Am 19. Februar beendete er mit der Mannschaft das Turnier schließlich mit einem Sieg; die Jugendauswahl Frankreichs wurde in Portimão mit 2:1 bezwungen. Sein letztes Länderspiel bestritt er am 23. April desselben Jahres in Bern, beim 3:0-Sieg über die Auswahl der Schweiz.